# Джалилов, Шихсаид Абусаидович
Шихсаид Абусаидович Джалилов (5 октября 1991, c. Каякент, Каякентский район, Дагестанская АССР, РСФСР, СССР) — российский борец вольного стиля.

## Спортивная карьера
В 2012 году стал победителем международного турнира в азербайджанской Гяндже имени Исака Джафарова. В ноябре 2012 года в личном зачете на Кубке России стал вторым. В мае 2014 года стал победителем СКФО. В июне 2014 года на чемпионате России стал серебряным призёром, в 1/4 финала он победил Ахмеда Чакаева, а в полуфинале Джамала Отарсултанова, в финале проиграв Сослану Рамонову. В середине октября 2017 года стал бронзовым призёром Межконтинентального Кубка. В конце октября 2017 году стал победителем турнира на призы Хизри Шихсаидова. В мае 2018 года стал серебряным призёром турнира имени Али Алиева в Каспийске. В октябре 2018 года стал бронзовым призёром турнира памяти Шарапудина Абдулгалимова.

## Спортивные результаты на крупных турнирах
- Чемпионат России по вольной борьбе 2014 — ;
- Межконтинентальный Кубок 2017 —

## Личная жизнь
Является младшим братом борца Гамида Джалилова. По национальности — кумык.